# Solanum pauperum
Solanum pauperum är en potatisväxtart som beskrevs av Charles Henry Wright. Solanum pauperum ingår i släktet skattor som ingår i familjen potatisväxter. Inga underarter finns listade i Catalogue of Life.